# Sekavec podunajský
Sekavec podunajský (Cobitis elongatoides) je sladkovodní ryba z čeledi sekavcovitých. V České republice se jedná o ohrožený druh.

## Popis
Sekavec podunajský je malá ryba s maximální délkou těla do 15 cm, často však dosahují jen několika centimetrů. Samci jsou vždy menší než samice. Tělo sekavce je protáhlé a ze strany zploštělé, po bocích lemované řadou obdélníkových skvrn. Na bázi ocasní ploutve se v horní části nachází tmavá skvrna. V blízkosti ústního otvoru se nachází šest vousků Nejdéle žijící jedinci mají okolo 5 let. 
U sekavců pozorujeme pohlavní dimorfismus. U samců je přítomný útvar nazvaný lamina circularis, nebo také Canestriniho šupina, u základu druhého nebo třetího paprsku prsní ploutve.
Sekavci rodu Cobitis jsou schopni za nepříznivých podmínek doplňovat nedostatkový kyslík střevním dýcháním. Při tomto způsobu dýchání sekavec polkne vzduch, ze kterého se následně v silně prokrveném střevě vstřebává kyslík do krve.
Rozlišovat mezi jednotlivými zástupci rodu může být složité a některé druhy lze rozeznat jen pomocí analýzy chromozomů.

## Výskyt a ekologie
Je rozšířený ve střední a východní Evropě. Vyskytuje se v povodí Dunaje, Labe a Odry. Dospělce můžeme najít jak v pomalu tekoucích, tak ve stojatých vodách. Sekavec žije při písčitém či písčito-bahnitém dně, ve kterém sbírá potravu, může však i volně plavat v pelagiálu. Živí se především bezobratlými živočichy, například larvami jepic, pošvatek a pakomárů, dále také korýši a dentritem. Potravu sekavci filtrují přes žaberní tyčinky. Sekavci jsou aktivní především v noci, den přečkávají zahrabaní v substrátu.
V České republice byl jeho výskyt potvrzen v povodí Lužnice, včetně Kačležského rybníka, v PR Podtrosecká údolí a  ve  PP Nová Říše u Telče.

## Rozmnožování
Sekavci jsou oviparní s vnějším oplozením. Tření probíhá od dubna do července ve vodní vegetaci. Při námluvách samci následují samice do vegetace. Následně se samec obtočí kolem samice za její dorzální ploutví. Zatímco samice vypouští vajíčka, samec vypouští sperma a dochází k oplodnění.

### Hybridi roduCobitis
Se sesterskými druhy, sekavcem písečným (Cobitis taenia) a sekavcem černomořským (Cobitis tanaitica), tvoří hybridy. Tito hybridi se vyskytují společně s rodičovskými druhy. Sekavec podunajský má 50 chromozomů, zatímco sekavec písečný 48. Jejich triploidní hybridi, téměř vždy samice, pak mají 74 nebo 73 chromozomů. Takovéto triploidní samice se poté mohou rozmnožovat gynogenezí (pro vývoj vajíčka je potřeba stimulace spermií rodičovského druhu) a vytvářet tak své klony, opět samice. V přírodě se vyskytují také tetraploidní jedinci.
Diploidní populace obsazují spíše vyšší části toků, zatímco polyploidní jedinci se častěji nacházejí v dolních úsecích řek.